# 小円筋
小円筋（しょうえんきん、英語: teres minor muscle）は、上肢帯の筋である。棘下筋に一部覆われている肩甲骨の後面外側縁上部の1/2から起始し、上腕骨大結節の下部に停止する。作用は、肩関節の外旋・内転。神経は、腋窩神経C5・C6。
棘上筋、棘下筋、肩甲下筋と共に回旋筋腱板（ローテーターカフ）を形成している。